# 2-Metyl-4-klorfenoxiättiksyra

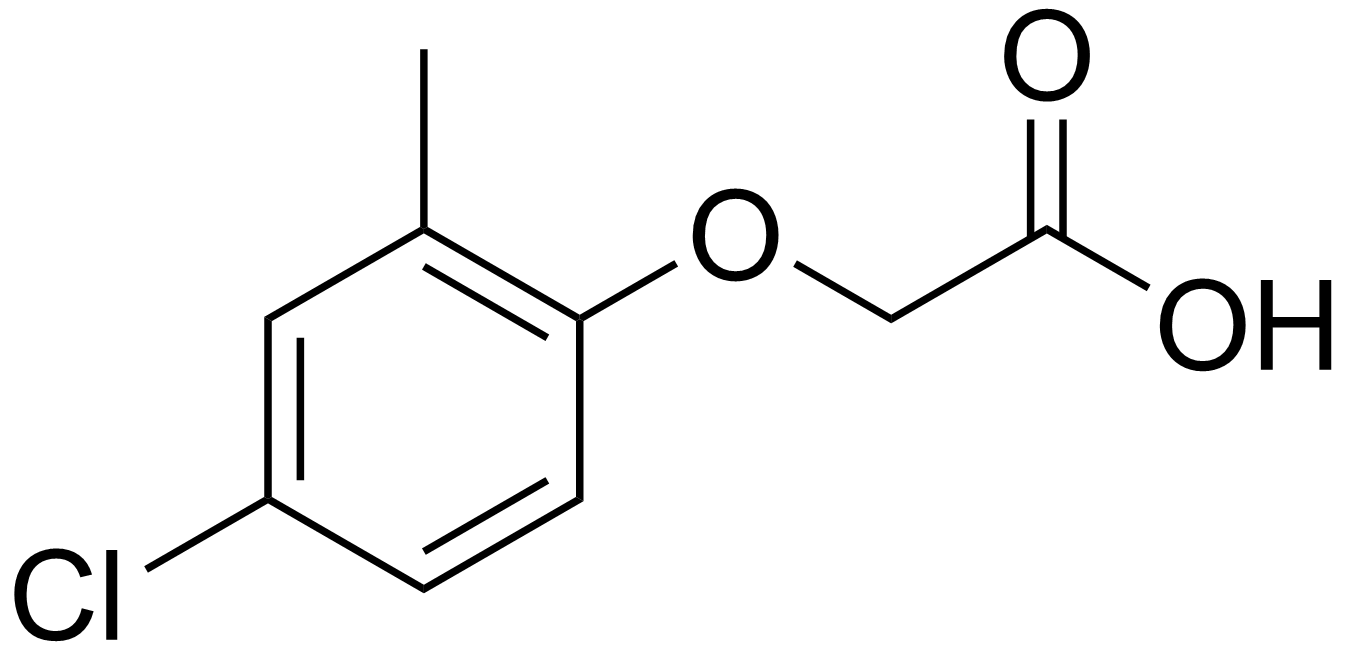
Strukturformel för MCPA

2-Metyl-4-klorfenoxiättiksyra, eller MCPA (engelska 2-methyl-4-chlorophenoxyacetic acid), är en kemisk substans som ingår i herbicider med utbredd användning. Den angriper selektivt bredbladiga växter, såsom tistlar och skräppor, men även de flesta lövträd. I ren form är det ett brunt pulver, men ingår ofta i ogräsmedlen i formen av denna syras salter eller i förening med en alkohol som en ester. Den är ett derivat av fenoxiättiksyra.